# Пернишки разлом
Пернишкият разлом е тесен сноп от субвертикални тектонски нарушения с направление северозапад-югоизток.
Разположен е по протежението на подножието на Любашкия хребет и долината на река Ерма. Пернишкият разлом е част от западния дял на Средногорската тектонска зона и е граница между Софийската тектонска единица и Любашката тектонска единица.